# Folyamatjelző
A folyamatjelző, az állapotjelzővel ellentétben, olyan mennyiség, amely nem a termodinamikai rendszer pillanatnyi állapotától függ, hanem két állapot közötti különbséget, az átmenetet jelentő folyamat tulajdonságait jelzi. Folyamatjelző mennyiség például a hő és a munka.
A folyamatfüggvény (más néven útfüggvény) olyan függvény, ami kizárólag a folyamatjelzők értékétől függ. Számít, hogy a folyamat egyik végpontjából milyen úton jutunk a folyamat másik végpontjába. Más utakhoz más folyamatjelzők tartoznak.

## Fordítás
- Ez a szócikk részben vagy egészben  a   Process function című angol Wikipédia-szócikk fordításán alapul.  Az eredeti cikk szerkesztőit annak laptörténete sorolja fel. Ez a jelzés csupán a megfogalmazás eredetét és a szerzői jogokat jelzi, nem szolgál a cikkben szereplő információk forrásmegjelöléseként.